# 超分子組裝
超分子組裝指的是由非共價鍵結合成的分子複合物。超分子可僅由兩個分子構成（如DNA雙螺旋、包合物等），然而較常指更大的分子複合物組合成為球狀、棒狀或片狀。超分子組裝的大小範圍跨越奈米與微米尺度，此技術能夠以較少的步驟合成出微小的分子。
超分子組裝的過程稱為分子自組裝。在論及液晶與嵌段共聚物時可以將分子的自組裝與自組織區分開來，自組裝指的是個別分子形成目標聚合物，而自組織則指那些聚合物構成更高階結構的過程。

## 應用
超分子組裝在各領域有許多新材料的應用，例如 Samuel I. Stupp 及研究團隊在西北大學的研究顯示兩親性的肽經由超分子組裝形成的奈米纖維可以用以促進神經元的成長，其優點之一是這些微纖維會自行分解回肽，因此能被身體進一步分解處理。
另一個在生物材料科學上應用的例子，自組裝的樹突狀二肽可以在溶液中大量產生中空圓筒狀的超分子，這些圓筒狀分子內部具有螺旋結構並且可以自組織成圓柱狀的液晶晶格。當插入膜上時，這些有空洞的圓柱狀超分子聚合物可以協助跨膜的質子運輸。
自組裝的樹突狀分子也可以用來產生奈米線陣列，電子予體-受體的複合物組成圓柱狀超分子的核心，超分子再自組織為平面的圓柱狀液晶晶格，每個圓柱狀超分子都可作為獨立功能的線，並可藉此達到電洞或電子的高載子遷移率。

## 其他
- 分子自組裝
- 主－客化學理論
- 超分子化學
- 晶體工程

## 外部連結
- Dirk G Kurth. "Challenges and breakthroughs in recent research on self-assembly" Sci. Technol. Adv. Mater. 9 No 1(2008) 014109 (96 pages)
- Sareeya Bureekaew, Satoru Shimomura and Susumu Kitagawa. "Metallo-supramolecular modules as a paradigm for materials science" Sci. Technol. Adv. Mater. 9 No 1(2008) 014103 (25 pages)
- Katsuhiko Ariga, Jonathan P Hill, Michael V Lee, Ajayan Vinu, Richard Charvet and Somobrata Acharya. "Chemistry and application of flexible porous coordination polymers" Sci. Technol. Adv. Mater. 9 No 1(2008) 014108 (12 pages)